# World of Warcraft
World of Warcraft (често наричана WoW) е MMORPG (Massive Multiplayer Online RolePlaying Game – Широкообхватна онлайн ролева игра за множество играчи), продукт на Blizzard Entertainment. Както показва и името, играта се развива в игровия свят от поредицата Warcraft. В края на 2010 и началото на 2011 г. играта има повече от 12 милиона активни потребители, а към месец август 2015 г. броят на активните потребители е 5,6 милиона.
WarCraft светът е обхванат от конфликт между две враждуващи фракции – Съюзът (или Алиансът, на английски: the Alliance) и Ордата (the Horde), като играчите избират в коя от тях ще играят.

## Фракции
- Съюз (Alliance)

Съюзът е една от двете основни фракции на смъртните раси в Азерот. Съюзът се състои от мощни раси и групи, обвързани не от отчаяние или необходимост, а от идеологически понятия като благородство и чест. Преди време Съюзът е бил обединение от кралства на хора, джуджета и върховни елфи на субконтинента Лордерон (най-северната част от континента на Източните кралства (Eastern Kingdoms) и е известен под името „Съюз на Лордерон“.
След като Кел'Тузад и неговият „Култ на Обречените“ освобождават смъртоносната чума, която опустошава Лордерон, Съюзът е принуден да премести по-голямата част от силите си в Калимдор и южните части на Източните кралства на континента Каз Модан. Въпреки че народите, които остават в Лордерон губят огромна част от силите си, те остават лоялни на Съюза с надеждата за връщане на предишната слава. С времето нови членове и раси се присъединяват към Съюза, като допълнително увеличават обединената сила.
- Орда (Horde)

Ордата е една от двете основни фракции на смъртните раси в Азерот. Ордата е основана от орки преселници от Драенор, които оцеляват във враждебния свят на Азерот, като формират съюзи (някои от които са успешни, други не чак толкова) с местните раси на таурените, троловете и немъртвите. Макар че нейните идеали, политика и вяра с времето са ревизирани и съюзите в нея многократно променяни, това е същата Орда, наследена от Трал по времето на военния вожд Оргрим Дуумхамър.
Въпреки че името „орда“ не предполага силно обединение, на Ордата може да се гледа като на по-централизиран орган от Съюза – град Оргримар е очевидната столица, а Трал е безспорният лидер и военен вожд на цялата Орда, като има власт и над племената на троловете и таурените. Интересен факт е, че всеки изтъкнат лидер на Ордата в един или друг момент по време на различните войни в света на Warcraft е имал договореност с някои от членовете на Съюза.

## Игрови раси
Играчите могат да създават и развиват герои от 13 различни раси, като изборът на раса зависи от страната, на която са застанали. Само пандите могат да избират от коя фракция да бъдат. Героите могат да си говорят, съюзяват и да създават гилдии само с играчи от своята фракция. Всяка раса има своите предимства и умения.
Раси от Съюза
- Хора (Humans)
- Нощни елфи (Night Elves)
- Джуджета (Dwarves)
- Гноми (Gnomes)
- Драенеи (Draenei)
- Върколаци (Worgen)

Раси от Ордата
- Орки (Orcs)
- Немъртви (Undead; Forsaken)
- Таурени (Tauren)
- Тролове (Trolls)
- Кръвни елфи (Blood Elves)
- Гоблини (Goblins)

Неутрални раси
- Пандарени (Pandaren)

## Игрови класове
Със създаването на герой в World of Warcraft играчът избира и класа му. Това определя изцяло играта му в света на Warcraft. Всеки клас е специфичен и има различни умения, предимства и недостатъци. В началото на играта играчите имат възможност да избират от 11 класа (и общо 13 раси, които имат специфични расови умения). След 10-о ниво играчите имат възможност да специализират героя си в определен аспект. На 10-о ниво се отключват така наречените таланти. Всеки герой има три специализации (specializations или съкратено specs). Гъвкавостта в WoW се дължи в голяма част на талантите, защото играчите винаги могат да правят каквито комбинации желаят. След създаване на героя играчите трябва да знаят, как да го управляват. С помощта на мишка и клавиатура играчите могат да движат героя, да извършват действия с него, да ползват книгата на заклинания и ресурсите.
- Друид (Druid) – Друидите са защитниците на природата. Те могат да се трансформират в: Bear (мечка), Cat (котка), Travel Form (форма, с която се придвижваш по-бързо), Moonkin Form (така наречен „бухал“; взема се, ако талантите са Balance), Tree of Life (научава се след 40 похарчени талант точки в Restoration tree). Има три вида таланти – Balance (range dps, специализиран в магическите атаки), Feral Combat (melee dps/tank, специализиран в трансформациите на животни) и Restoration (лечител, специализиран в hot (healing over time) магии). Те следват пътя на древния полубог Ценариус. Първият друид е Малфурион Стормрейдж.
- Ловец (Hunter) – Ловецът е клас, който е най-силен при битка от разстояние. Може да опитомява животни, които да му служат вярно в неговите битки. Освен това може да изплозва различни капани (Trap), които имат разнообразни ефекти.
- Магьосник (Mage) – Магьосниците са орден с многовековна история. Слабо представящи се в ръкопашен бой, но може би най-силният магически клас. Те могат да извличат космически сили и да унищожават противницте си с огън и лед. Столицата на маговете е Даларан, който след излизането на втория експанжън (Wrath of The Lich King) е летяща крепост в сърцето на Northrend.
- Паладин (Paladin) – Паладините са шампионите на Светлината. Като свещени рицари те могат еднакво добре да лекуват и да се борят срещу неправдата със силни бойни и защитни магии. Възможните специализации са tank (играчът, който поема най-м ного удари по време на битка), healer (паладините разчитат на директни хилове и са много добри в поддържането на малки групи играчи), и melee dps (специализирани за близък бой).
- Свещеник (Priest) – Може да се играе като лечител, ако е развит на Holy; като хибрид между лечител и dps (damage per second – пораженията, които нанася дадено умение за секунда), ако е взел Discipline таланти; или Shadow, което го превръща в офанзивен далекобоен клас.
- Крадец (Rogue) – Основният ръкопашен DPS (щета за секунда), той главно разчита на бързата игра, зашеметяването и промъкването. Може да слага на оръжията си отрови, които имат особено неприятен ефект за противника му.
- Шаман (Shaman) – Използва завидно силни далекобойни магии, но може да бъде развит като melle dps (близък бой) или силен поддържащ лекар. Използва тотеми на четирите елемента – въздух, вода, огън, земя. Шаманите могат да се трансформират в Wolf (вълк), което ускорява придвижването им.
- Вещер (Warlock) – Владее до съвършенство тъмните изкуства на разрушението, демонологията, проклятията. Може да призовава демони, които да му помагат в битка. Вещерите могат да избират между демоничните сили на хаоса и да специализират в предимно shadow damage – Affliction, fire damage – Destruction или да разчитат преди всичко на призованите демони – Demonology. Един от най-добрите класове за самостоятелна игра, тъй като освен че може да нанася доста вреди, има способности да се самолекува и самовъзкресиява, а демоните са от огромна полза, за да поемат удари от противници.
- Войн (Warrior) – Владее до съвършенство всички видове оръжия. Може да бъде използван като танк (тоест да поема щетите в голяма битка) или като унищожител, когато се добере до противника си нанася огромни количества щети и трудно бива спрян.
- Рицар на Смъртта (Death Knight) – Хибриден клас, съчетание от воин и магьосник. Много силен воин, способен да носи най-тежките брони в играта (plate) и има унищожителни магически умения. В група може да бъде използван като танк (да поема ударите на врага върху себе си) или като DPS (да нанася поражения на враговете). Използва еднакво добре едноръчни и двуръчни мечове и брадви. Има способността да призовава немъртви на своя страна, които да му помагат. Не на последно място, класът не започва развитието си от първо ниво, а от 55-о.
- Монах (Monk) – Когато пандарените са били подчинени от могу преди векове, монасите са нямали надежда за светло бъдеще. Ограничени в използването на оръжия, бидейки роби, пандарените се фокусират върху овладяване на чи и изучаване на ръкопашен бой. Когато моментът за революция настъпва, те са добре обучени да отхвърлят ярема на потисничеството. Монасите могат да специализират в три насоки – tank, melee dps и healer. В битките им помага тяхната бързина, способността да призовават помощ под формата на аватари и подвижността на класа като цяло.
- Ловец на демони (Demon hunter) – Учениците на Илидан Стрмрейдж поддържат тъмно наследство, което плаши съюзниците и враговете им. Ил идарите прегръщат магическии хаотични енергии, които отдавна заплашват света на Азерот – вярвайки, че е необходимо да спрат Горящия легион. Като разгръщат силите на демоните, които са убили, те развиват демонични черти, които предизвикват отвращение и ужас в съратниците им.

## Професии
Всеки играч може да упражнява само по две главни професии и всички второстепенни по едно и също време. Професиите могат да се „отучват“, да се вземат нови, но ако иска да върне старата си професия, ще трябва да учи рецептите наново.
- Алхимия (Alchemy) – Алхимикът може да извлича екстракти от билките и да създава различни лечебни или други видове колби, които помагат на съюзниците му в битка. Билките се набавят от играчи с професия билкар.
- Ковач (Blacksmithing) – Ковачът е опитен в коването на различни видове брони и оръжия, също така подпомага и други професии като омагьосването и е допълван и най-добре от миньорството, защото така си набавя сам необходимите за занаята му ресурси.
- Омагьосване (Enchanting) – Дава възможност да се добавят допълнителни бонуси към предметите и оръжията, които са доста полезни в битка.
- Инженер (Engineering) – Инженерът е професионалист в изобретяването на гранати, бомбички и различни видове очила за битка. Самият инженер може да подобрява бронята си с различни полезни и забавни допълнения като парашут на наметалото или супер бързи ботуши. Могат да изработват и преносими роботчета, които да поправят бронята на цялата група при нужда.
- Билкар (Herbalism) – Билкарите са допълваща професия за алхимиците и писарите. Билкарят може да бере билки от природата по внимателен начин, без да ги наранява, давайки възможност на алхимика да ги обработи по-лесно.
- Бижутер (Jewelcrafting) – Бижутерите са опитни в обработването на скъпоценни камъни (gems), които може да се слагат в даден предмет, за да подобрят качествата му, и изработват разнообразни медальони и пръстени.
- Кожар (Leatherworking) – Кожарят може да изработва кожени изделия, различни видове кожена броня, както и някои видове ризници. Набавя ресурсите си от Дерач на кожи.
- Миньор (Mining) – Миньорът може да извлича минерали и руди от мините, след което ковачът изработва от тях брони и оръжия. Миньорите осигуряват ресурси и за бижутерите и инженерите.
- Дерач на кожи (Skinning) – Дерачът на кожи дере труповете на различни животни, след което кожарят ги обработва и създава кожени изделия.
- Шивач (Tailoring) – Шивачът е професионалист в изработването на дрехи, роби и други изделия от плат, който може да бъде намерен от хуманоидните същества по света.
- Писар (Inscription) – Писарят използва билките за да извлича от тях пигменти, от които прави мастила. С тях изработва книги, обеци, свитъци и т.нар глифове, които са ефективни в битки, като добавят щети или допълнителни ефекти на определени заклинания или умения.

### Второстепенни професии
- Готварство (Cooking) – Умение да приготвя различни видове ястия, като се използват меса от животните пос вета, риби, уловени, ако е взет риболов, и подправки (spices), които се купуват. За разлика от обикновените храни, продавани от продавачите в играта, сготвените дават различни бонуси: издръжливост (stamina), бързина (haste), mastery и бъфа добре нахранен (well fed).
- Първа помощ (First aid) – С помощта на различни видове платове всеки играч може да си направи бинтове, чрез които да възстанови жизнените си точки. В зависимост от вида на платовете бинтовете възстановяват различно количество от живота на играча. Тази професия дава възможност също и за приготвянето на противоотрови (anti-dots).
- Риболов (Fishing) – Умение, позволяващо да се ловят различни риби, които могат да се сготвят.

- Езда (Riding) – След достигане на определена степен от развитието си (20 ниво) всеки играч може да научи при инструктор как да язди определени животни (специфични за двете фракции). С това умение и след като си закупи желаното животно (Mount) всеки играч се придвижва из света на Warcraft по-бързо. Колкото повече riding skill (ездитно умение) притежава даден играч, толкова по-бързи животни може да язди. ВСъществуват и летящи ездитни животни, които могат да се употребяват по предназначение в зоните, където летенето е разрешено (правилото за „повече умение – по-бързо яздене“ важи и тук). Освен стандартните за всяка раса mounts играчите могат да се сдобият и с уникални такива, ако подобрят репутацията си с някои от клановете или победят някои от босовете в играта. Маунтове също могат да се купуват от главните градове на Алианса (Stormwind, Ironforge, Darnassus, The Exodar) и на Ордата (Orgrimmar, Silvermoon city, Undercity, Thunder Bluff) и изискват минимални умения за яздене.

Видове Яздения:
 – Езда за Новаци (Apprentice Riding) – позволява ви да яздите НЕ-епични ездитни (като най-обникновени коне и произвдони на цена от 1 злато (gold)), които увеличават скоростта на придвижване по земя с 60%.
 – Езда за Работници (Journeyman Riding) – позволява ви да яздите скъпи и редки ездитни (маутнове), на цена от 10 злато (gold), като увеличава скоростта на придвижване по земя от 60% на 100%
- Ездата за експерти (Expert Riding) – позволява да се яздят неепични летящи маунтове (като обикновени дракони, гигански птици и подобни на цена от 50 единици злато) с вече въздушна скорост на придвижване – 150%.
- Езда за майстори (Artisan Riding) – позволява да се яздят скъпи и редки летящи маунтове, на цена от 100 единици злато, като увеличва скоростта на придвижване по въздух на 280%.
- Езда за учители (Master Riding) – увеличва скоростта на придвижване (с летящи) на 310%
ОТПАДНАЛИ (в patch 7.3.5 – World of Warcraft: Legion Разширение):
- Лиценз за Летец (Flight Master's License) – позволява ви да летите в Източните кралства (Eastern Kingdoms), Калимдор (Kalimdor) и Дълбоката низина (Deepholm) – това вече се придобива автоматично
- Летене в Студено време (Cold Weather Flying) – позволяваше ви да летите в Нордренд (Northrend)
- Мъдростта на Четирите ветрове (Wisdom of the Four Winds) – позволяваше ви да летите в Пандария (Pandaria)
- Архелогия (Archeology) – Вторична професия чрез нея ще копаете из целия свят на играта като по този начин ще намирате различни артефакти. Чрез така наречените артефакти ще се запознаем с историята на играта и ще отключваме 3-те вида слота за т.нр. глифове.

Когато играч копае излиза сонда с иднидкатор, който показва червено-много далече, жълто-доближава ме се, зелено-на няколко крачки от нас е артефакта. За всеки глиф които слагаме се ползва така наречения „пясък на времето“.

## Разширения (Expansions)
Към играта има 7 разширения (като не броим Базовата игра):
- World of Warcraft Vanilla (базова игра)
- World of Warcraft: The Burning Crusade.
- World of Warcraft: Wrath of the Lich King.
- World of Warcraft: Cataclysm Архив на оригинала от 2013-10-15 в Wayback Machine..
- World of Warcraft: Mists of Pandaria.
- World of Warcraft: Warlords of Draenor
- World of Warcraft: Legion
- World of Warcraft: Battle for Azeroth Архив на оригинала от 2017-11-08 в Wayback Machine.
- World of Warcraft: Shadowlands Архив на оригинала от 2021-05-16 в Wayback Machine.

## Системни изисквания
- MINIMUM REQUIREMENTS
  - Operating System – OS (Операционна систем – ОС): Windows® 7
  - Processor (Процесор): Intel® Core™ i5-3450 или AMD FX™ 8300
  - Video (Видео карта): NVIDIA® GeForce® GTX 760 2 GB или AMD Radeon™ RX 560 2 GB или Intel® UHD Graphics 630 (45W TDP)
  - RAM (Оперативна памет): 4 GB RAM (8GB ако се използва вградена видео карта, като например Intel HD Graphics series)
  - Storage (Свободна памет): 100 GB
  - Internet: Broadband internet connection
  - Input: Клавиатура и мишка. Други входни устройства не се поддържат
  - Resolution: 1024 x 768 минимална резолюция на дисплея